# Chamelea gallina
La vongola o lupino (Chamelea gallina (Linnaeus, 1758)) è un mollusco bivalve marino commestibile del Mar Mediterraneo, Mar Nero e Atlantico orientale.

## Caratteri distintivi
La conchiglia è equivalve e ricoperta da evidenti costolature concentriche. Il colore è bruno biancastro o grigio, con macchie e strie bianche, brune o violette. La taglia massima è intorno ai 4,5 cm, quella più comune è 2-3 cm.

## Sistema di sfruttamento

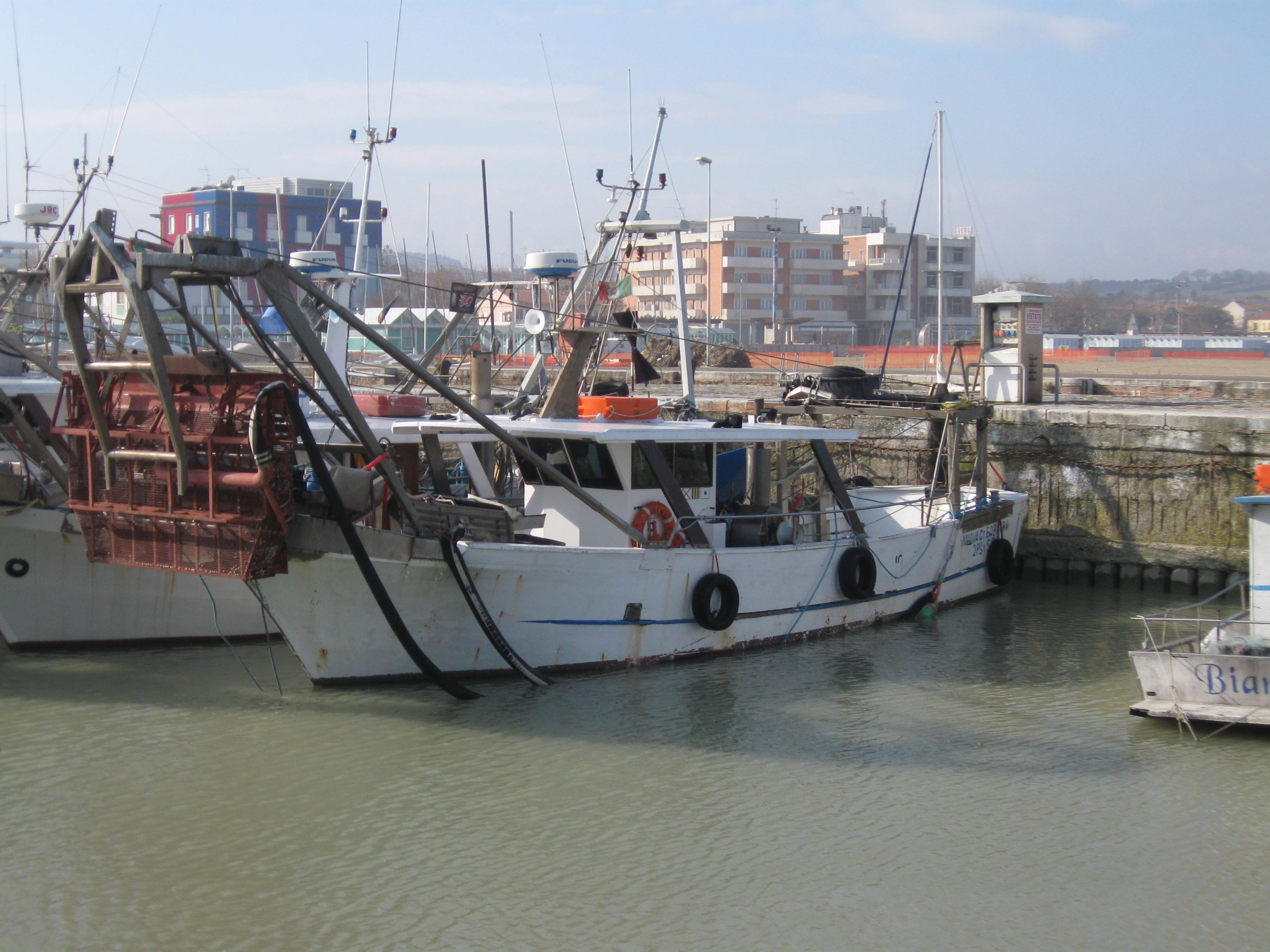
Vongolara